# VDM Heinz Nickel

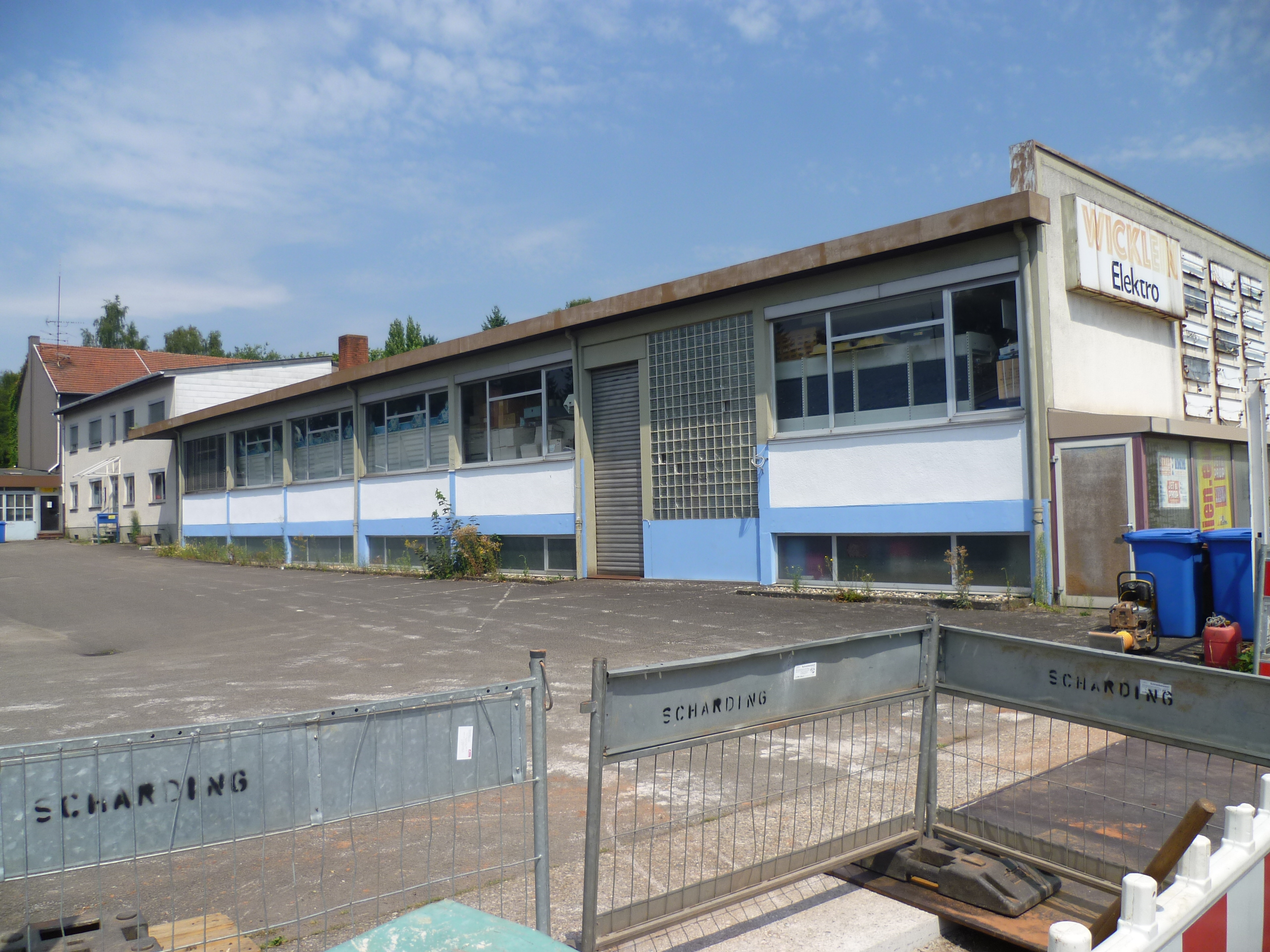
Büro und Lager der VDM Heinz Nickel

Der Verlag Druckerei Medienvertrieb Heinz Nickel kurz VDM Heinz Nickel ist ein deutsches Verlagshaus und Buchhändler mit Sitz in Zweibrücken. 
Der nach seinem Eigentümer, dem Verleger Heinz Nickel, benannte Verlag gibt ein größeres Programm an Büchern und mehrere Zeitschriften mit dem Schwerpunkt Modellbau, Fliegerei, Militaria heraus.
Zu VDM Heinz Nickel gehören auch der Bayerische Militärverlag, Schriften der Geschichte Mecklenburgs (SGM), Blessa Verlag (Belletristik), F-40 (die Flugzeuge der Bundeswehr), Biblio Verlag und der 2004 übernommene rechtsextreme Schild-Verlag. 
Neben der eigenen Buchproduktion (Druckerei) existiert ein Buchvertrieb dessen Sparte „Zeitgeschichte“ auf die Kriegsgeschichte des Zweiten Weltkriegs ausgerichtet ist und teilweise in Fachkreisen als geschichtsrevisionistisch geltende Literatur anbietet.

## Verlagsgruppe
Dem allgemeinen Trend in der Verlagsbranche folgend, sind im letzten Jahren eine größere Zahl von Buchtiteln, einschließlich der Verlage, aus denen diese stammen, zum Teil des eigenen Angebots der Verlagsgruppe des Unternehmens von Heinz Nickel geworden.
- Blessa-Gollenstein-Verlag (2002)
- Bayerische Militärverlag (2003)[3]
- Schild Verlag (2004)
- F-40 Verlag (2012)
- Bremer Hauschild Verlag (2014)
- Biblio Verlag (2015)
- Schriften der Geschichte Mecklenburgs (SGM) (2016)

## Verlagsprogramm

### Zeitschriftenprogramm
Der Verlag gibt folgende Special-Interest-Zeitschriften zu Luftfahrt, Modellbau und Militärgeschichte heraus:
- Internationales Militaria Magazin – Das aktuelle Magazin für Orden, Militaria und Militärgeschichte (erste Ausgabe 1990),
- JET & PROP – Flugzeuge von Gestern und Heute im Original und im Modell (erste Ausgabe 1991),
- Steelmaster – Rad- und Kettenfahrzeuge von Gestern und Heute im Original und Modell (erste Ausgabe 1994),
- Wingmaster – Luftfahrt, Historie, Modellbau (erste Ausgabe 1998).

Zeitweise erschien auch das Deutsche Soldatenjahrbuch, das vormals im Schild-Verlag veröffentlicht wurde, über VDM Heinz Nickel.

### Buchprogramm

#### VDM Heinz Nickel Verlag
1991 publizierte der Verlag mit Unterstützung des Militärgeschichtlichen Forschungsamts (MGFA) einen Katalog einer Sonderausstellung des Militärgeschichtlichen Museums der Bundeswehr in Dresden zu deutschen Admiralen von 1848 bis 1945.
Spezielle Militaria-Themen werden vom Verlag ebenfalls verlegt. Beispielhaft: Jörg Nimmergut: Das Eiserne Kreuz 1813–1957. Geschichte des Auszeichnungswesens. Sonderausgabe. (1997). Nimmergut ist ein Quereinsteiger in der Ordenskunde.
Zu den Autoren zählen der 1963 geborene Maschinenbautechniker Sven Carlsen und der 1960 geborenen Kaufmann Michael Meyer die 1998 im Verlag Die Flugzeugführerausbildung der Deutschen Luftwaffe 1935–1945. Band I. Von der Grundausbildung bis zur Blindflugschule veröffentlichten.
In diese Reihe, wenn auch der Buchautor Thomas Fischer nur die Erlebnisse von Wilhelm Mohnke zusammenstellt, gehört auch das in der Schild-Verlag-Edition in zwei Auflagen 2007 und 2008 erschienene Buch Die Verteidigung der Reichskanzlei 1945. Kampfkommandant Mohnke berichtet.
Ein weiteres Beispiel ist Ausbildung und Einsatz eines Nachtjägers im II. Weltkrieg – Erinnerung aus dem Kriegstagebuch (VDM Nickel, 2006) von Heinz Rökker. Laut Verlagsbeschreibung des Buches ist Rökker ein „Ritterkreuzträger mit Eichenlaub, war Staffelkapitän der 2./Nachtjagdgeschwader 2. In diesem Buch schreibt er seine Erinnerungen nieder, die er in der Ausbildung und im Zweiten Weltkrieg erlebt hat. Es ist die Sicht eines Mannes, der wie viele seiner Generation von der Politik mißbraucht wurden, die im Einsatz aber ihre soldatische Pflicht erfüllten.“
Zu militärischen Themen, besonders zum Dritten Reich, veröffentlicht der Verlag Bücher, deren Autoren Laien im Fachgebiet Militärgeschichte sind und deren Zielgruppe im Bereich der militärischen Hobbybücher zu suchen ist. Hierzu gehört Jens Grützner, 1966 geborener Industriekaufmann der über Kapitän zur See Ernst Lindemann – der Bismarck-Kommandant (2010) veröffentlichte. Der Verlag weist darauf hin, dass das Buch „[mit] der Unterstützung der Familie Lindemanns und überlebender Augenzeugen“ geschrieben worden sei. Es enthalte auch als „ein interessante[s] zeitgeschichtlichen Dokument ‚Lindemanns Tagebuch‘, das er als Korvettenkapitän während des Spanischen Bürgerkriegs verfasste, ein ausführliches Kapitel gewidmet. Zahlreiche Anmerkungen und viele bisher unveröffentlichte Fotos und Dokumente runden die Lebensbeschreibung dieses außergewöhnlichen Seeoffiziers ab.“

#### Schild Verlag
Unter den vom Verlag selbst verlegten Büchern finden sich auch Werke von Kriegsteilnehmern, die im Dritten Reich als Kriegshelden verehrt wurden. Etwa das Buch Grenadiere des SS-Offiziers, HIAG-Funktionärs und verurteilten Kriegsverbrechers Kurt Meyer, das in vielen Auflagen zunächst 1957 im rechtsextremen Schild-Verlag erschien und mit der 11. Auflage 2006 bei VDM Heinz Nickel weiterverlegt wird. Dieses Buch gehört zur verheerendsten, apologetischen und tendenziösen Literatur ehemaliger SS-Militärs.
Die Publikationen des Schild-Verlages werden als „VDMedien SCHILD VERLAG“ weitervertrieben, darunter auch „Grenadiere“ des verurteilten Kriegsverbrechers Kurt Meyer, das 2006 auch in einer Neuauflage bei VDM Nickel erschien. 

## Buchhandlung und Antiquariat
Neben der eigenen Buchproduktion existiert ein Buchvertrieb dessen Sparte „Zeitgeschichte“ auf die Kriegsgeschichte des Zweiten Weltkriegs ausgerichtet ist und teilweise ebenso geschichtsrevisionistische Literatur anbietet. 
Das Online-Angebot der Buchhandlung und des Antiquariats umfasste in der Vergangenheit in der Rubrik „Zeitgeschichte“ zahlreiche Angebote, die als einzelne Werke, deren jeweilige Autoren oder einschlägig bekannte Verlage dem geschichtsrevisionistischen Spektrum zuzuordnen sind. 
- Ein gleich mehrfach vertretener Autor ist Franz Kurowski. Er ist unter anderem mit seinem siebenbändiges Werk „So war der 2. Weltkrieg“. Das in der Erstauflage vom rechtsextremen Verleger Gert Sudholt für die Verlagsgesellschaft Berg, das heißt den rechtsextremen Druffel-Verlag initiierte Werk wurde von Hans Sarkowicz als „deutschnationale[s] Schlachtengemälde“ bezeichnet.[14] Zwei weitere Bücher Kurowskis beschäftigen sich mit der militärischen Niederlage: Armee Wenck: Die 12. Armee zwischen Elbe und Oder – Endkampf um Berlin (erschienen beim Förderkreis für deutsche Geschichte) und Bedingungslose Kapitulation: Inferno in Deutschland 1945 (erschienen im Druffel-Verlag) sowie zwei über den Luftkrieg über Deutschland: Chronik des Bombenkrieges (erschienen im Motorbuch Verlag oder Flechsig-Verlag und Dresden – Februar 1945. Keith Stimely[15] rezensierte Kurowkis Buch Bedingungslose Kapitulation im geschichtsrevisionistischen Journal of Historical Review des Institute for Historical Review, der weltweit führenden Organisation der Holocaustleugnung. Er bescheinigte dem Werk, dass es General history, from a revisionist perspective" betreibe.[16] Kurowskis Bücher zu den Luftangriffe auf Dresden weisen geschichtsrevisionistische Tendenzen auf und nutzen zum Teil längst von der Fachwissenschaft widerlegte Zahlen und Tatsachenbehauptungen, die teilweise noch auf Verlautbarungen des Propagandaministerium zurückgehen.[17][18][19][20][21][22]
- Der rechtsextreme Arndt-Verlag ist mit mehreren Büchern vertreten: Hauptstadt der Bewegung – München 1939–1941, Bernhard Frank: Als Hitlers Kommandant – Von der Wewelsburg zum Berghof oder Henry Pedersen: Germanische Freiwillige – Als dänischer Waffen-SS-Mann an der Ostfront, Theodor Kellenter: Das Erbe Hitlers – Fortbestehende Bauwerke, Erfindungen, Gesetze und Verordnungen aus dem Dritten Reich – Ein Lexikon.
- Daneben finden sich der Winkelried-Verlag mit Eric Kaden: Das Wort als Waffe. Der Propagandakrieg der Waffen-SS und die SS-Standarte Kurt Eggers, oder Felix Steiner: General der Waffen-SS aus dem  Deutsche-Stimme-Verlag sowie aus dem auf Verschwörungstheorien bekannten Kopp Verlag: Edgar Mayer & Thomas Mehner: Die Lügen der Alliierten und die deutschen Wunderwaffen – Das Dritte Reich, die Atombombe und der 6. August 1945. Im rechtsextremen DSZ-Verlag erschien 2005 Astrid Horns Glanzlichter deutscher Geschichte, Frank Bauer und Gert Pfeifers Erinnern – Bewahren – Nacherleben im Kurt Vowinckel-Verlag.
- Weitere vertriebene Bücher stellen die Kriegsschuldfrage und beantworten diese geschichtsrevisionistisch. Hierzu gehört etwa „Der Krieg, der viele Väter hatte – Der lange Anlauf zum Zweiten Weltkrieg“ von Gerd Schultze-Rhonhof in mehreren Auflagen im Olzog Verlag erschienen  oder Der Tag M – Stalin mobilisiert zum Angriff auf Deutschland erschienen im Pour le Merite Verlag von Viktor Suworow, das die Präventivkriegsthese vertritt, nach der Adolf Hitler einem Angriff Josef Stalins zuvorgekommen sei.
- Persönliche Erinnerungsberichte von Kriegsteilnehmern sind ebenso Teil des Sortimentes, Beispielhaft zu nennen wären etwa:

- Anton Weissteiner: Auf verlorenem Posten – Südtiroler an fernen Fronten: Erinnerungen an den Zweiten Weltkrieg. Athesia, Bozen 2004.
- Jean Mabire: Berlin im Todeskampf 1945 – Französische Freiwillige der Waffen-SS als letzte Verteidiger der Reichskanzlei. Pour le Mérite (Dezember 2011)
- Bodo Kleine: Bevor die Erinnerung verblaßt – Als Infanterist an der Ostfront zwischen Woronesch und Königsberg – Kriegsgefangenschaft in Rußland Helios Verlag
- Peter Gosztony: Der Kampf um Berlin 1945 in Augenzeugen Berichten. Motorbuch Verlag
- Jürgen Kalwa: Der Rest wurde am Boden zerstört – Johannes Buchmanns Erinnerungen an den Luftkrieg im Mittelmeer und an eine abenteuerliche Flucht aus sowjetischer Gefangenschaft. Helios Verlag
- Walter Hack: Die Verpflichtung – Eine Kindheit in Brasilien unter dem Kreuz des Südens – eine frühe Jugend in Deutschland unter dem Hakenkreuz. Helios Verlag